# Живе телебачення
Живе́ телеба́чення (Живе́ ТБ, Телебачення УГКЦ, УГКЦ на́живо) — це суспільно-релігійний проєкт Української греко-католицької церкви, що забезпечує присутність УГКЦ в медійному просторі та надає вірянам можливість бути більш залученими в життя церкви. Проєкт покликаний залучати у своїй діяльності широку аудиторію в Україні й поза її межами, незалежно від національності й віку, християнської конфесії та суспільно-політичних переконань.
«Живе телебачення» висвітлює події, що відбуваються в житті УГКЦ по всій Україні та за кордоном. З цією метою «Живе ТБ» регулярно організовує трансляції літургій та важливих подій з життя УГКЦ з різних міст України та з-за кордону.

## Мета
- висвітлення діяльності Української греко-католицької церкви
- полегшення комунікації між вірянами УГКЦ в усіх куточках України та за її межами
- поширення в українському суспільстві християнських цінностей
- створення програм, новин, документальних фільмів
- організація й проведення трансляцій наживо

## Канали комунікації
Сьогодні «Живе ТБ» — це медіа-ресурс, який має багатотисячну авдиторію в інтернеті (сайт, канал на YouTube, сторінки в соціальних мережах) та час в етері загальнонаціональних каналів: 5 каналу, 24 Каналу, Суспільне Культура, Еспресо TV, Zik, Телевсесвіт, EWTN, «15 канал» (Шептицький), «ГЛАС» (Одеса), «Ритм» (Рівне).
Також організовуються покази відеоматеріалів на спеціальних церковних та світських заходах, у кінотеатрах, поширюються матеріали на DVD-дисках.

## Історія

### 2013
Опівдні 19 грудня 2011 року вперше й те саме створене Патріаршою курією УГКЦ завдяки фінансовій підтримці диякона Петра Токача та його родини. На різних етапах «Живе телебачення» підтримували благодійні організації «Церква в потребі», «Реновабіс» та окремі жертводавці. Перед відкриттям телеканалу протоєрей Ігор Яців, керівник Департаменту інформації УГКЦ, зазначив: «У нас є продакшн-студії, з якими ми співпрацюємо, — зокрема, „Дзвони“ в Івано-Франківську і мультимедійна студія „Свічадо“ в Тернополі». Гостем прем'єрного прямого етеру на телеканалі був предстоятель УГКЦ Святослав.

### 2015
Щонеділі «Живе телебачення» транслює наживо Літургії з Патріаршого собору Воскресіння Христового УГКЦ у Києві, а також з церков інших міст в Україні та поза її межами.

### 2016
Розпочато проєкт «Відкрита Церква» — відвертий інтерактивний діалог між Главою церкви, духовенством, мирянами та глядачами про найрізноманітніші сфери життя. Цього ж року були презентовані фільми:
- «Ті, що вірні», про існування УГКЦ в підпіллі[4];

- «Володимир Стернюк: служіння у підпіллі», про місцеблюстителя глави УГКЦ за часів радянської окупації Володимира (Стернюка)[5]; творці фільму — рекламно-продюсерський центр «Стар-ТВ» спільно зі Львівською архиєпархією УГКЦ
- «Спадщина Андрея Шептицького», присвячений постаті Андрея Шептицького[6] та інші.

### 2017
«Живе телебачення» висвітлювало візит кардинала Сандрі в Україну [Архівовано 26 червня 2018 у Wayback Machine.], також підготувало фільм-спогад про Любомира Гузара, приурочений до засідання Синоду.

### 2018
Трансляція візиту Святішого Отця до собору Святої Софії у Римі [Архівовано 1 лютого 2018 у Wayback Machine.]

### 2019
Живе ТБ транслювало введення на престол Філадельфійської архиєпархії митрополита Бориса Ґудзяка. Літургію очолював Святослав (Шевчук).

### 2020
З Патріаршого собору Воскресіння Христового у Києві 16 березня 2020 року розпочалися щоденні онлайн-трансляції Молебнів до Богородиці за здоров'я та припинення пандемії COVID-19 [Архівовано 26 квітня 2022 у Wayback Machine.].
з 15 березня 2020 року започатковані онлайн-трансляції Молебнів за узалежнених та членів їхніх родин [Архівовано 2 травня 2022 у Wayback Machine.] з храму Трьох Святителів УГКЦ.
27 березня 2020 року Папа Римський Франциск провів молитву, Євхаристійну адорацію та уділив особливе благословення Urbi et Orbi (містові і світові), щоб «з вірою та надією переживати цей період випробування для всього людства». Блаженніший Святослав заохочував всіх вірних УГКЦ єднатися в цій особливій молитві за допомогою «Живого телебачення», яке її вперше ретранслювало. Синхронний переклад у студії «Живого ТБ» здійснював о. Віталій Храбатин, референт Пасторально-міграційного відділу УГКЦ.
Сто дітей з усього світу висловили своє бажання взяти участь у медійно-просвітницькому проєкті «Живого ТБ» [Архівовано 12 травня 2020 у Wayback Machine.] і вчитися в Катехитичній онлайн-школі «Промінь світла» [Архівовано 12 травня 2022 у Wayback Machine.]. Анкети, які заповнили їхні батьки, надійшли з України, Бельгії, Німеччини, США, Канади, Казахстану. Навчання почалося 13 травня 2020 року

## Проєкти
- Онлайн-трансляції Богослужінь щонеділі об 11:00 [Архівовано 26 квітня 2022 у Wayback Machine.] з Патріаршого собору Воскресіння Христового УГКЦ у Києві
- Трансляції Богослужінь щосуботи о 17:00 з Київської Трьохсвятительської духовної семінарії
- Цикл передач [Архівовано 25 січня 2020 у Wayback Machine.] про Блаженнішого Любомира Гузара, а також документальний фільм «ЛЮБОМИР»
- Передача «Відкрита Церква» https://www.youtube.com/pressugcc [Архівовано 31 січня 2020 у Wayback Machine.]
- Передача «Історія УГКЦ [Архівовано 28 квітня 2020 у Wayback Machine.]» — відео про різні періоди чи особи з історії УГКЦ [Архівовано 25 січня 2020 у Wayback Machine.]
- Молитва з Папою Франциском — трансляції з Ватикану з синхронним українським перекладом [Архівовано 2 травня 2022 у Wayback Machine.]
- Катехитична школа онлайн [Архівовано 12 травня 2022 у Wayback Machine.] — дітям про Бога!